# Florea Cioacă
Florea Cioacă (n. 15 ianuarie 1916, Segarcea, județul Dolj – d. 1979, București) a fost un cunoscut violonist virtuoz și dirijor român, de etnie romă.

## Biografie
S-a născut la 15 ianuarie 1916 în comuna Segarcea, județul Dolj, părinții săi fiind din comuna Izvoarele-Rudari. Din 1923 începe să cânte la vioară, fiind solicitat curând la nunți și petreceri, inițial pe plan local și mai târziu în împrejurimi.
În 1934 se stabilește în comuna Bârca (Dolj). Aflat la a doua căsătorie, aici va cânta în taraful lui Ioan „Limbă Neagră”, socrul său, din această perioadă începând să cânte și la restaurantele de la marginea Craiovei. Din cele două căsătorii i s-au născut copiii Dinu, Gheorghe, Marin, Gogu și Mimi Cioacă, toți cei patru băieți devenind lăutari talentați.
În 1949 este chemat la București de către dirijorul Victor Predescu, în vederea formării orchestrei noului ansamblu folcloric „Ciocârlia” al Ministerului Afacerilor Interne. La recomandara sa este cooptat în ansamblu un alt muzicant al Craiovei, fluierașul Marin Chisăr, originar din Goicea.
În 1953 înregistrează primele sale piese la Radio România, iar în 1955 primul său disc de gramofon la Electrecord. 
În 1954 efectuează două concerte la Paris, în Franța și la Londra, în Marea Britanie împreună cu Orchestra Ansamblului „Ciocârlia”.
Până în anii '60 devine consacrat în memoria publicului larg prin câteva concerte mari în Craiova și în București cu orchestre și ansambluri de stat. 
După 1960 își formează propria orchestră. Au cântat sub acompaniamentul orchestrei sale cunoscuți soliști vocali și instrumentiști precum: Maria Lătărețu, Maria Ciobanu, Mărin Cornea, Alexandru Mica, Romica Puceanu, Ion Zlotea și Nicolae Pleșa.
Moare în anul 1979 la București.

## Aprecieri
„...Un arcuș măiestru. Și azi, la trei decenii de la plecarea sa dintre noi, mulți violoniști din părțile Olteniei îl mai păstrează ca model de interpretare, încât, ascultându-l, îți vine să spui: parcă are ceva din Florea Cioacă...”—Gruia Stoia — profesor etnomuzicolog.